# Малая Юшуньская улица
Ма́лая Юшу́ньская у́лица (с 1965 года до 1967 года Ма́лая Ишу́ньская у́лица) — улица в Юго-Западном административном округе города Москвы на территории района Зюзино.

## История
Улица получила современное название в 1967 году, до этого использовалось название Ма́лая Ишу́ньская у́лица, полученное в 1965 году. Оба варианта названия были даны по селу Юшунь (Ишунь) на севере Крыма, возле которого в ноябре 1920 года шли ожесточенные бои с войсками П. Н. Врангеля во время Перекопско-Чонгарской операции.

## Расположение
Малая Юшуньская улица проходит от Азовской улицы вдоль северной границы Севастопольской площади на запад, затем поворачивает на северо-запад и проходит до Одесской улицы. Нумерация домов начинается от Азовской улицы.

## Примечательные здания и сооружения
По нечётной стороне:
- д. 1 — гостиничный комплекс «Берлин»[4]. Строительство гостиничного комплекса с проектным названием «Интурист» было начато в 1980-х годах по проекту В. Л. Воскресенского[5]. Гостиница была достроена и открыта уже в постсоветское время.

По чётной стороне:

## Транспорт

### Автобус
По Малой Юшуньской улице не проходят маршруты наземного общественного транспорта. У восточного конца улицы расположены остановки «Метро „Каховская“ (западный вестибюль)» автобусов 57, 218к, 224, 651, 786, 826, т60, т72 (на улице Каховка) и «Метро „Каховская“» автобусов 168, 218, 218к, 651 (на Азовской улице).

### Метро
- Станции метро «Каховская» Каховской линии и «Севастопольская» Серпуховско-Тимирязевской линии (соединены переходом) — у восточного конца улицы, на пересечении Азовской улицы с улицей Каховка и Чонгарским бульваром